# هجرة هندوآرية

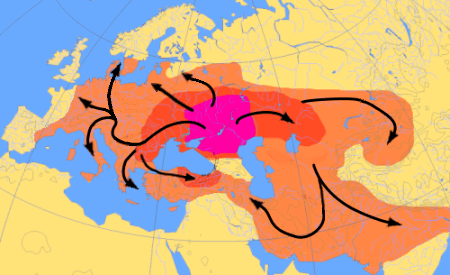

الهجرات الهندوآرية هي هجرات الشعوب الهندوآرية من موطنهم الأصلي بآسيا الوسطى متوجهين إلى شبه القارة الهندية، وهم مجموعة إثنولغوية تتحدث اللغات الهندوآرية التي هي اللغات المسيطرة في شمال الهند وباكستان ونيبال وبنغلادش وسريلانكا والمالديف. تُعتبر حركات الشعوب الهندوآرية إلى تلك المنطقة والأناضول (ميتاني قديمًا) من آسيا الوسطى عامةً أنها بدأت منذ حوالي 2000 سنة قبل الميلاد، كانتشار بطيء خلال فترة الهاربان المتأخرة، والتي أدت إلى تحول لغوي في شمال شبه القارة الهندية. أوصل الإيرانيون اللغات الإيرانية إلى إيران، والذين كانوا مقربين من الهندوآريين.
تطورت الثقافة البدائية الهندوإيرانية، التي أدت إلى نشأة الهندوآريين والإيرانيين على أراضي سهوب آسيا الوسطى (في العصر الحديث، كازاخستان وتركمانستان وأوزبكستان وقرغيزستان وطاجيكستان) شمال بحر قزوين باعتبارها ثقافة سيناتشتا (2200-1800 قبل الميلاد) في روسيا وكازاخستان الحالية، وتطورت إلى حد بعيد بصفتها ثقافة أندرونوفو (2000-900 قبل الميلاد)، حول بحر آرال. هاجر الهندوإيرانيون البدائيون جنوبًا إلى ثقافة باكتريا-مارغيانا، حيث استعاروا منها معتقداتهم وممارساتهم الدينية المميزة. تفرّع الهندوآريون من الإيرانيين منذ حوالي 1800 قبل الميلاد إلى 1600 قبل الميلاد، وبعد ذلك هاجر الهندوآريون إلى الأناضول والجزء الشمالي من جنوب آسيا (أفغانستان الحديثة وبنغلاديش والهند وباكستان ونيبال)، بينما انتقل الإيرانيون إلى إيران، وأحضر كلاهما معه اللغات الهندوإيرانية. 
طُرحت نظرية هجرة الشعب الهندوأوروبي لأول مرة في أواخر القرن الثامن عشر، بعد اكتشاف عائلة اللغات الهندوالأوروبية، عندما لوحظ وجود أوجه تشابه بين اللغات الغربية والهندية. بالنظر إلى أوجه التشابه هذه، اقتُرح مصدر أو أصل واحد، والذي انتشر عن طريق الهجرة من الوطن الأصلي.
يدعم هذه الحجة اللغوية البحوث الأركيولوجية والأنثروبولوجية والوراثية والأدبية والبيئية. يكشف البحث الجيني أن هذه الهجرات تشكل جزءًا من لغز جيني معقد حول أصل وانتشار المكونات المختلفة للسكان الهنود. يكشف البحث الأدبي أوجه التشابه بين الثقافات التاريخية الهندوآرية المختلفة والمميزة جغرافياً. تكشف الدراسات البيئية أنه في الألفية الثانية قبل الميلاد، أدى الجفاف واسع الانتشار إلى نقص المياه والتغيرات البيئية في كل من السهول الأوراسية وشبه القارة الهندية، ما تسبب في انهيار الثقافات الحضرية المستقرة في جنوب آسيا الوسطى وأفغانستان وإيران والهند، والذي أدى إلى الهجرة على نطاق واسع، وبالتالي إلى اندماج الشعوب المهاجرة مع ثقافات ما بعد الحضر.
بدأت الهجرة الهندوآرية حوالي عام 1800 قبل الميلاد، بعد اختراع عربة الحرب، وجلبت أيضًا اللغات الهندوآرية إلى بلاد الشام وربما آسيا الداخلية. كان جزءًا من انتشار اللغات الهندو أوروبية من الوطن البدائي الهندوأوروبي في سهوب بونتيك-قزوين، وهي منطقة كبيرة من المراعي في أقصى شرق أوروبا، والتي بدأت في الألفية الخامسة إلى الرابعة قبل الميلاد، والهند الهندية الهجرة الأوروبية من السهول الأوراسية، والتي بدأت تقريبًا 2000 قبل الميلاد.
تفترض النظرية أن الشعب الناطق بالهندوآرية ربما كانوا مجموعة متنوعة جينيًا من البشر الذين توحدوا من خلال المعايير الثقافية واللغة المشتركة، يشار إليها باسم آريا، ومعناها النبيل. انتشرت هذه الثقافة واللغة من قبل أنظمة المستفيدين، ما سمح بامتصاص وتثاقف مجموعات أخرى في هذه الثقافة، وتفسر التأثير القوي على الثقافات الأخرى التي تفاعلت معها.

## الأساسيات
تعد نظرية الهجرة الهندوآرية جزءًا من إطار نظري أكبر. يشرح هذا الإطار أوجه التشابه بين مجموعة واسعة من اللغات المعاصرة والقديمة. يجمع بين البحث اللغوي والأركيولوجي والأنثروبولوجي. يوفر هذا الإطار نظرةً عامة على تطور اللغات الهندوأوروبية، وانتشار هذه اللغات عن طريق الهجرة والتثاقف.

## اللغويات: العلاقة بين اللغات
يتتبع الجزء اللغوي الروابط بين اللغات الهندوأوروبية المختلفة، ويعيد بناء اللغة الهندوأوروبية البدائية. يُعد هذا ممكنًا لأن العمليات التي تغير اللغات ليست عشوائية، ولكنها تتبع أنماطًا صارمة. تعتبر التحولات الصوتية وتغيير حروف العلة والحروف الساكنة مهمةً بصورة خاصة، رغم أن القواعد (خاصة المورفولوجيا) والمعجم (المفردات) قد تكون مهمة أيضًا. وبالتالي، فإن علم اللغة المقارن التاريخي يجعل من الممكن رؤية أوجه تشابه كبيرة بين اللغات ذات الصلة والتي قد تبدو للوهلة الأولى مختلفة تمامًا. تجادل الخصائص المختلفة للغات الهندوأوروبية ضد الأصل هندي لهذه اللغات، وتشير إلى الأصل الذي يعود إلى سهوب لهذه اللغات.

## الأركيولوجيا: الهجرة من سهب أورهيمات
يفترض الجزء الأركيولوجي أن أورهيمات الواقع على سهول بونتيك، التي تطورت بعد إدخال الماشية على السهوب حوالي 5200 قبل الميلاد. أشارت هذه المقدمة إلى التغيير من التأييد إلى الثقافات الرعوية، وتطوير نظام اجتماعي هرمي مع زعماء القبيلة، وأنظمة الراعي-الوكيل، وتبادل السلع والهدايا. ربما تكون أقدم نواة هي ثقافة سمارة (أواخر الألفية السادسة وأوائل الألفية الخامسة قبل الميلاد)، عند منعطف في الفولغا.
طُور أفق أوسع، أطلق عليه ثقافة الكورغان من قبل ماريا جيمبوتاس في خمسينيات القرن العشرين. أدرجت العديد من الثقافات في ثقافة كورغان، بما في ذلك ثقافة سامارا وثقافة يمنا، رغم أن ثقافة يمنا (القرنان 36 و23 قبل الميلاد)، والتي يطلق عليها أيضًا ثقافة قبر الحفرة، قد تُسمى على نحو أكثر ملاءمة نواة اللغة الهندوأوروبية. من هذه المنطقة، التي تضمنت بالفعل ثقافات فرعية مختلفة، انتشرت اللغات الهندوأوروبية غربًا وجنوبًا وشرقًا بدءًا من حوالي 4000 قبل الميلاد. قد تكون هذه اللغات حملتها مجموعات صغيرة من الذكور، مع أنظمة المستفيدين-العملاء التي سمحت بإدراج مجموعات أخرى في نظامهم الثقافي.
نشأ شرقًا ثقافة سينتاشتا (2200-1800 قبل الميلاد)، حيث كان الشعب يتحدث باللغة الهندوإيرانية المشتركة. من ثقافة سينتاشا، تطورت ثقافة أندرونوفو (2000-900 قبل الميلاد)، التي تفاعلت مع ثقافة باكتريا-مارغيانا (2400-1600 قبل الميلاد). شكل هذا التفاعل مزيدًا من الهندوإيرانيين الذين انقسموا حوالي 1800-1600 قبل الميلاد إلى الهندوآريين والإيرانيين. هاجر الهندوآريون إلى بلاد الشام، وشمال الهند، وربما جنوب آسيا. لم تكن الهجرة إلى شمال الهند هجرةً واسعة النطاق، ولكن ربما تكونت من مجموعات صغيرة متنوعة جينيًا. انتشرت ثقافتهم ولغتهم من خلال نفس آليات الثقافة، واستيعاب المجموعات الأخرى في نظام العميل-الراعي.

## الأنثروبولوجيا: تجنيد النخبة والتحول اللغوي
ربما انتشرت اللغات الهندوأوروبية من خلال التحولات اللغوية. يمكن للمجموعات الصغيرة تغيير منطقة ثقافية أكبر، وربما أدت سيطرة النخبة من قبل مجموعات صغيرة إلى تحول لغوي في شمال الهند.
يشير ديفيد أنتوني، في فرضية السهول المنقحة، إلى أن انتشار اللغات الهندوأوروبية ربما لم يحدث من خلال الهجرات الشعبية من نوع السلسلة، ولكن من خلال إدخال هذه اللغات من قبل النخب الدينية والسياسية، والتي قلدها مجموعات كبيرة من الناس، وهي عملية يسميها تجنيد النخبة.
وفقا لباربولا، انضمت النخب المحلية إلى مجموعات صغيرة لكنها قوية من المهاجرين الناطقين باللغة الهندوأوروبية. كان لدى هؤلاء المهاجرين نظام اجتماعي جذاب وأسلحة جيدة، والسلع الكمالية التي ميزت وضعهم وقوتهم. كان الانضمام إلى هذه الجماعات أمرًا جذابًا للقادة المحليين، لأنه عزز موقفهم، ومنحهم مزايا إضافية. اندمج هؤلاء الأعضاء الجدد بشكل أكبر من خلال التحالفات الزوجية.
وفقا لجوزيف سالمونز، سُهل أمر التحول اللغوي من خلال تفكك المجتمعات اللغوية، إذ يمكن السيطرة على النخبة. وفقًا لسالمونز، سُهل هذا التغيير عن طريق التغييرات المنهجية في هيكل المجتمع، إذ يُدمج المجتمع المحلي في هيكل اجتماعي أكبر.